# 方溢
方溢（1460年—？），字文晬，廣西柳州府柳城縣人，民籍，明朝政治人物。

## 生平
廣西鄉試第十四名舉人。成化二十三年（1487年）中式丁未科會試第二百九十七名，三甲第一百五十九名進士。弘三年任宣城县知县，擢監察御史。

## 家族
曾祖方達用；祖父方滿；父方昇，主簿。母王氏。具庆下。